# Episodi di Fiabe ungheresi (ottava stagione)
L'ottava stagione di Fiabe ungheresi è stata prodotta nel 2008 e trasmessa da Magyar Televízió nello stesso anno.
| n° | Titolo originale                  | Prima TV Ungheria |
| -- | --------------------------------- | ----------------- |
| 1  | Az elátkozott kastély             | 2008              |
| 2  | Az aranybornyú                    | 2008              |
| 3  | Köcsögkirály                      | 2008              |
| 4  | Marci és az elátkozott királylány | 2008              |